# Szojuz–26

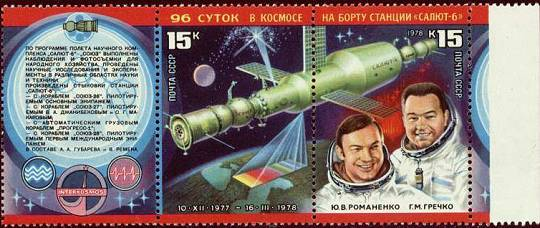
A Szojuz-26 indítási személyzete. Szovjet bélyeg, 1978.

A Szojuz–26 (oroszul: Союз 26) szovjet háromszemélyes, kétszemélyessé átalakított szkafanderes személyszállító, szabványos rendszerben épített Szojuz űrhajó. A 32., ember irányította szovjet űrhajó. Az űrhajó volt a második, amelyik űrhajósokat vitt a Szaljut–6 űrállomásra, hosszútávú űrrepülésre, tudományos programok végzésére.

## Küldetés
Feladatuk az űrállomás üzembe helyezése, berepülése, illetve üzembe állították az űrállomás Delta autonóm navigációs rendszerét. Megkezdődött a váltott legénységgel működő űrállomás hosszú távú szolgálata. Az előírt napirendi programok között szerepelt többek között navigációs, csillagászati, műszaki, légkörkutatási, földfotózási, földmegfigyelési, orvosi és biológiai kutatási feladat.

## Jellemzői
Központi tervező iroda CKBEM <= Центральное конструкторское бюро экспериментального машиностроения (ЦКБЕМ)> (OKB-1 <= ОКБ-1>, most OAO RKK Energiya im. SP Korolev <= ОАО РКК Энергия им. С. П. Королёва> – Központi Kísérleti Gépgyártási Tervezőiroda). Az űrhajót kis átalakítással emberes programra, teherszállításra és mentésre (leszállásra) tervezték.
1977. december 10-én a Bajkonuri űrrepülőtér indítóállomásról egy Szojuz hordozórakéta (11А511U) juttatta Föld körüli, közeli körpályára. Az orbitális egység pályája 88.67 perces, 51.65 fokos hajlásszögű, elliptikus pálya-perigeuma 193 kilométer, apogeuma 365 kilométer volt. Hasznos tömege 6800 kilogramm. Szerkezeti felépítését tekintve a Szojuz űrhajó napelemtáblák nélküli változatával megegyező. Akkumulátorait az űrállomás napelemtáblái által előállított energiával tartották üzemkész állapotban. Összesen 37 napot, 10 órát, 6  percet és 18 másodpercet töltött a világűrben. Összesen 1522 alkalommal kerülte meg a Földet.
December 14-én 4 óra 2 perckor sikeresen összekapcsolódott az űrállomással, annak 2., hátulsó dokkoló szerkezeténél. December 19-én Grecsko kilépett a zsilipajtón és 1 óra 28 percig tartó űrséta során ellenőrizte, nem sérült-e meg az összekapcsoló szerkezet a Szojuz–25 űrhajó többszöri, sikertelen  kapcsolódási kísérlete során. Mindent rendben találtak, így az űrállomásra épített több mint hároméves program folytatódhatott. 1978. január 5-én kipróbálják a beépített zuhanyzófülkét. Január 11-én megérkezik a Szojuz–27 űrhajó. Az űrhajósok kicserélték a személyre szabott berendezéseket (ülések, szkafanderek, saját holmik), kipróbálták az új típusú űrruhákat. Az 5 napos programot követően a látogató legénység a Szojuz–26 – mentő űrhajó – fedélzetén megkezdi a visszatérést.
1978. január 16-án belépett a légkörbe, a leszállás hagyományos módon – ejtőernyős leereszkedés – történt, Celinográdtól 265 kilométerre nyugatra értek Földet.

## Személyzet
(zárójelben a küldetések száma a Szojuz–26-tal együtt)

### Indításkor
- Jurij Viktorovics Romanyenko
- Georgij Grecsko

### Leszálláskor
- Vlagyimir Dzsanyibekov (1)
- Oleg Makarov (3)